# Cruzeiro do Senhor do Padrão

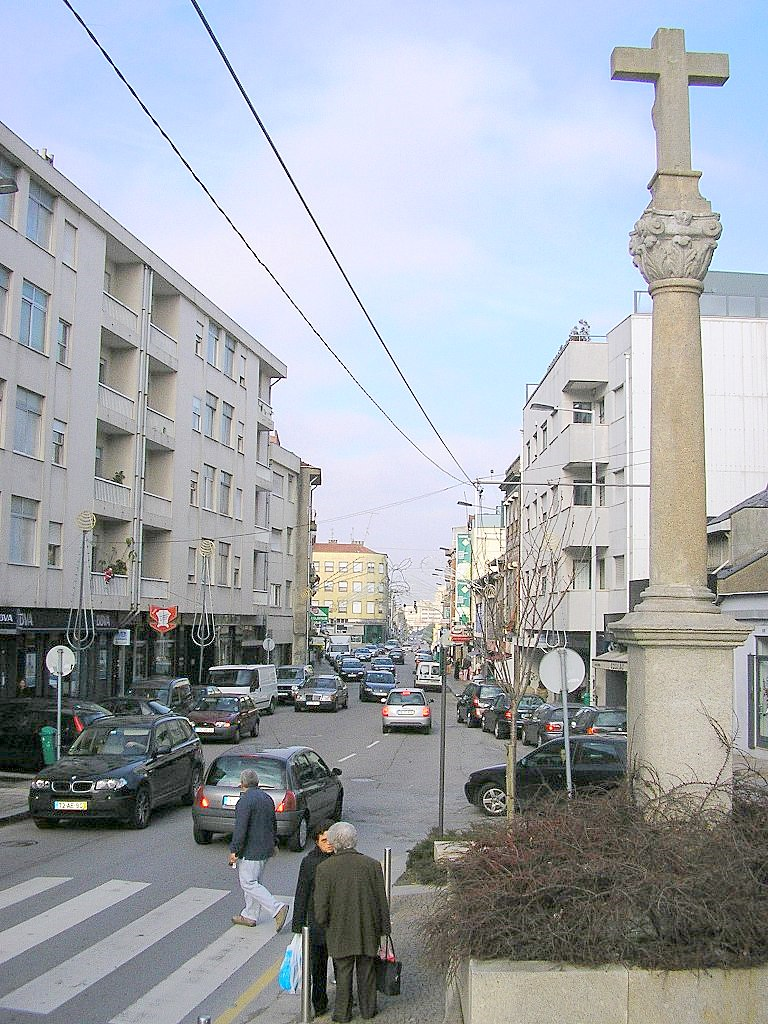
O cruzeiro visto de sul.

O Cruzeiro do Senhor do Padrão é um monumento de arquitectura religiosa no Porto, Portugal. Está situado numa zona urbana, na Praça do Exército Libertador, na confluência da Rua de Oliveira Monteiro com a Rua de 9 de Julho, no lugar do Carvalhido, freguesia de Cedofeita, concelho do Porto.

## Caracterização
O cruzeiro do Senhor do Padrão é um Imóvel de Interesse Municipal desde 1993 e compõe-se de quatro peças fundamentais, estruturadas monoliticamente na vertical: uma base rectangular de quatro faces, numa das quais uma legenda inserida em medalhão vegetalista de volutas e contravolutas, uma coluna cilíndrica, um capitel vegetalista, decorado com folhas de acanto, e o coroamento, com uma representação de Cristo na Cruz.

## História
A sua construção data de 1738, em plena época barroca, e inclui a seguinte legenda: "Louvado seja os tempos de valores virtude lisura ozias. MDCCXXXVIII". Com esta legenda, pintada numa das faces do suporte, o cruzeiro do Senhor do Padrão celebra os viajantes que passam pelo caminho que conduzia para Norte, nomeadamente a Santiago de Compostela.
No século XIX o cruzeiro foi rodeado e protegido por uma estrutura quadrangular, com faces azulejadas e portão de acesso ao recinto. Plausivelmente, tal terá acontecido já numa fase de plena renovação urbana da envolvência, quando os eixos viários que confluem para a Praça do Exército Libertador foram definitivamente rasgados e se iniciou a construção em altura que se verifica nas imediações.
O cruzeiro do Senhor do Padrão lá permaneceu, testemunho da antiga estrutura viária da zona, mas também de um tipo muito particular de religiosidade de caminhos, datado de época barroca. Na sua aparente ingenuidade, simboliza um dos valores religiosos mais importantes da vivência religiosa exterior, de Setecentos.
Em 2000, foi restaurado pela Câmara Municipal do Porto, para o que se colocou uma placa comemorativa na base que sustenta a estrutura.
Desde há longa data, no terceiro fim-de-semana de Julho, realizam-se aqui os tradicionais festejos em honra do senhor do Padrão e dos Aflitos.